# Antoinette dans les Cévennes
Antoinette dans les Cévennes (em inglês, My Donkey, My Lover & I, bra:Minhas Férias com Patrick, pt:O Meu Burro, o Meu Amante e Eu) é um filme de comédia romântica francês dirigido por Caroline Vignal que faz parte da seleção oficial do Festival de Cannes de 2020, mas não pôde ser apresentado após o cancelamento do evento. No Brasil, foi lançado em 2020 pela California Filmes no Festival Varilux de Cinema Francês. Seu lançamento comercial aconteceu no ano seguinte, em 6 de maio de 2021. Em Portugal foi lançado pela Medeia Filmes em 22 de julho de 2021.

## Sinopse
O filme segue a história de Antoinette, que decide ir tentar encontra-se de surpresa com o seu amante, Vladimir, que está passando férias de verão com a sua família fazendo o Caminho de Stevenson (GR 70). Tanto Antoinette como a família de Vladimir fazem o caminho acompanhados de um burro, vindo Patrick, o burro de Antoinette, a mostrar-se um dos personagens de relevo da história. Depois de algumas peripécias Antoinette acaba por encontrar Vladimir, e como é de esperar, daí em diante nem tudo corre como ela esperaria... 

## Elenco
- Laure Calamy - Antoinette Lapouge
- Benjamin Lavernhe - Vladimir Loubier
- Olivia Côte - Eléonore Loubier
- Marc Fraize - Michel
- Jean-Pierre Martins - xerife

## Recepção
No agregador de críticas Rotten Tomatoes, o filme tem uma taxa de aprovação de 100% com base em 13 comentários dos críticos. Kevin Maher escrevendo para a Times (Reino Unido) chamou o filme de "extravagante, mas da forma mais agradável possível." Paul Byrnes, em sua crítica para o Sydney Morning Herald disse que "o desempenho de [Laure] Calamy foi justamente premiado por seu esplêndido sombreamento, mas não vamos esquecer o burro, brilhante (...) Quem disse que ninguém gosta do espertinho?"